# Illon (mont)
Pour l’article homonyme, voir Illon.
L'Illon est un sommet des Pyrénées espagnoles culminant à 1 278 mètres, au sud de Navascués et au nord-ouest de Castillo-Nuevo. Son massif, allongé dans le sens est-ouest, est dénommé sierra de Illón.